# Jody Watley
Pour les articles homonymes, voir Watley.
Jody Watley, née Jody Vanessa Watley le 30 janvier 1959 à Chicago (Illinois), est une musicienne et productrice américaine. Elle est surtout connue pour avoir été la chanteuse du groupe Shalamar dans les années 1980.

## Biographie
Durant les années 1970, Jody Watley fait partie de la troupe de danseurs de l'émission de variétés Soul Train. En 1977, elle est recrutée par l'agent Dick Griffey, qui monte le groupe Shalamar. La formation originale comprend également Jeffrey Daniel et Gary Mumford,.

## Récompenses
- Grammy Awards 1988 : Best New Artist & Best Female R&B Vocal Performance

## Discographie
- 1987 : Jody Watley (MCA)
- 1989 : Larger Than Life (MCA) (inclut Friends en duo avec Eric B. & Rakim)
- 1990 : You Wanna Dance with Me? (MCA)
- 1991 : Affairs of the Heart (MCA)
- 1993 : Intimacy (MCA)
- 1995 : Affection (Avitone)
- 1996 : Greatest Hits (MCA)
- 1998 : Flower (Atlantic)
- 1999 : The Saturday Night Experience (Avitone/Universal Japan)
- 2000 : 20th Century Masters - The Jody Watley Millennium Collection (MCA)
- 2002 : Midnight Lounge (Avitone)
- 2006 : The Makeover (Avitone)

## Producteurs
André Cymone, Bernard Edwards, Jeff Lorber, D'Wayne Wiggins, Derrick Edmondson, D'Wayne Wiggins, Masters At Work, Phil Galdston, Malik Pendleton, Bryce Wilson, Victor Flores, Patrick Leonard, David Z., David Morales, Terry Coffey, Jon Nettlesbey, Michael J. Powell, Philip Kelsey, Art & Rhythm, Rodney Lee, King Britt, Kenny « Dope » Gonzalez, Little Louie Vega, Dave Warrin.

## Featuring
- Shalamar : Big Fun, Three for Love, Friends, Greatest Hits
- Babyface : The Day, Love Songs
- George Duke : Best of George Duke: The Elektra...
- Ron Trent : Giant Step Records Session,!gross, Vol.... mix...
- Women Of Soul (Various Artists)
- Quiet Storms: 80's Jams, Vol. 1 (Various Artists)
- Pure American Soul: 80's Vol. 3 (Various Artists)
- Dr. Dolittle (OST)
- Ladies With Soul (Various Artists)
- Learn To Say No (with George Michael) 1987